# 50 State Quarters
Il 50 State Quarters è stato un programma di emissione di monete commemorative del valore di 25 centesimi di dollaro emesse dalla United States Mint.
Il programma 50 State Quarters venne avviato per supportare una nuova generazione di collezionisti di monete e divenne il maggior successo numismatico nella storia, con circa la metà della popolazione degli Stati Uniti che collezionava le monete, sia in maniera casuale che attraverso una ricerca seria. Il governo federale degli Stati Uniti finora ha fatto ulteriori profitti per circa 3 miliardi di dollari grazie ai collezionisti che prendono le monete dalla circolazione.
Nel 2009, la zecca degli Stati Uniti iniziò ad emettere i quarti del distretto di Columbia e dei territori degli Stati Uniti. Questi ultimi furono autorizzati con una legge successiva. Questo programma di emissione era dedicato al distretto di Columbia, a Porto Rico, alle Samoa Americane, a Guam, alle Isole Vergini Americane e alle Isole Marianne Settentrionali.

## Opposizione del tesoro e promulgazione del Congresso
Le origini del programma si trovano nel Citizens Commemorative Coin Advisory Committee (CCCAC), che era stato nominato dal Segretario al Tesoro Lloyd Bentsen nel dicembre del 1993 e che era presieduto dal direttore della zecca Philip N. Diehl. Fin dai primi giorni della CCCAC, uno dei suoi membri, David Ganz, esortò la commissione ad approvare il programma dei cinquanta stati, e nel 1995, il CCCAC lo fece. La commissione cercò quindi il sostegno del rappresentante Michael Castle (R-Delaware), presidente della sottocommissione dell'home banking con giurisdizione sulla monetazione della nazione. La cautela iniziale di Castle venne risolta quando Diehl suggerì che le monete venissero emesse nell'ordine in cui gli stati sono entrati nell'Unione. Il Delaware fu il primo stato a ratificare la Costituzione. Castle successivamente tenne udienze e presentò una proposta di legge per autorizzare il programma di emissione.
Nonostante il sostegno del direttore della zecca e del segretario della CCCAC, nominato dal Dipartimento del Tesoro degli Stati Uniti, quest'ultimo si oppose al programma 50 States Quarters, identificando le monete commemorative con abusi ed eccessi. I modelli economici stimarono che il programma avrebbe fatto guadagnare al governo tra i 2.6 miliardi e i 5,1 miliardi di dollari di ulteriore signoraggio e 110 milioni in ulteriori profitti numismatici. Diehl e Castle utilizzarono queste proiezioni di profitto per sollecitare il sostegno del Tesoro, ma i funzionari del dipartimento ritennero le proiezioni poco credibili. A conclusione del programma, la zecca stimò che il programma aveva fatto guadagnare 3 miliardi di dollari in signoraggio supplementare e 136 200 000 dollari in ulteriori profitti numismatici.
Diehl lavorò con Castle dietro le quinte per far avanzare la legge nonostante l'opposizione del Tesoro al programma. Tuttavia, il dipartimento suggerì a Castle che il reparto avrebbe dovuto condurre uno studio per determinare la fattibilità del programma. Con la consulenza di Diehl, Castle accettò l'offerta del Tesoro e l'accordo venne codificato nello "United States Commemorative Coin Act" del 1996. La legge autorizzò anche il segretario a procedere con il programma dei cinquanta stati senza ulteriori azioni del Congresso, se i risultati dello studio di fattibilità avessero dato esito favorevole.
Il Dipartimento del Tesoro impiegò la società di consulenza Coopers e Lybrand per realizzare lo studio nel 1997, confermando la richiesta della zecca e le proiezioni di signoraggio e numismatiche per il programma. Tra le altre conclusioni, lo studio rilevò che 98 milioni di americani con ogni probabilità avrebbero trattenuto uno o più set completi di quarti. A conclusione del programma, la zecca stimò che 147 milioni di americani avevano raccolto i 50 quarti. Tuttavia, il Dipartimento del Tesoro continuò ad opporsi al programma e rifiutò di procedere con esso senza un mandato del Congresso per farlo.
Nel 1997, il Congresso emanò lo "United States Commemorative Coin Program Act" che venne poi firmato dal presidente Bill Clinton il 1º dicembre 1997.

## Descrizione del programma

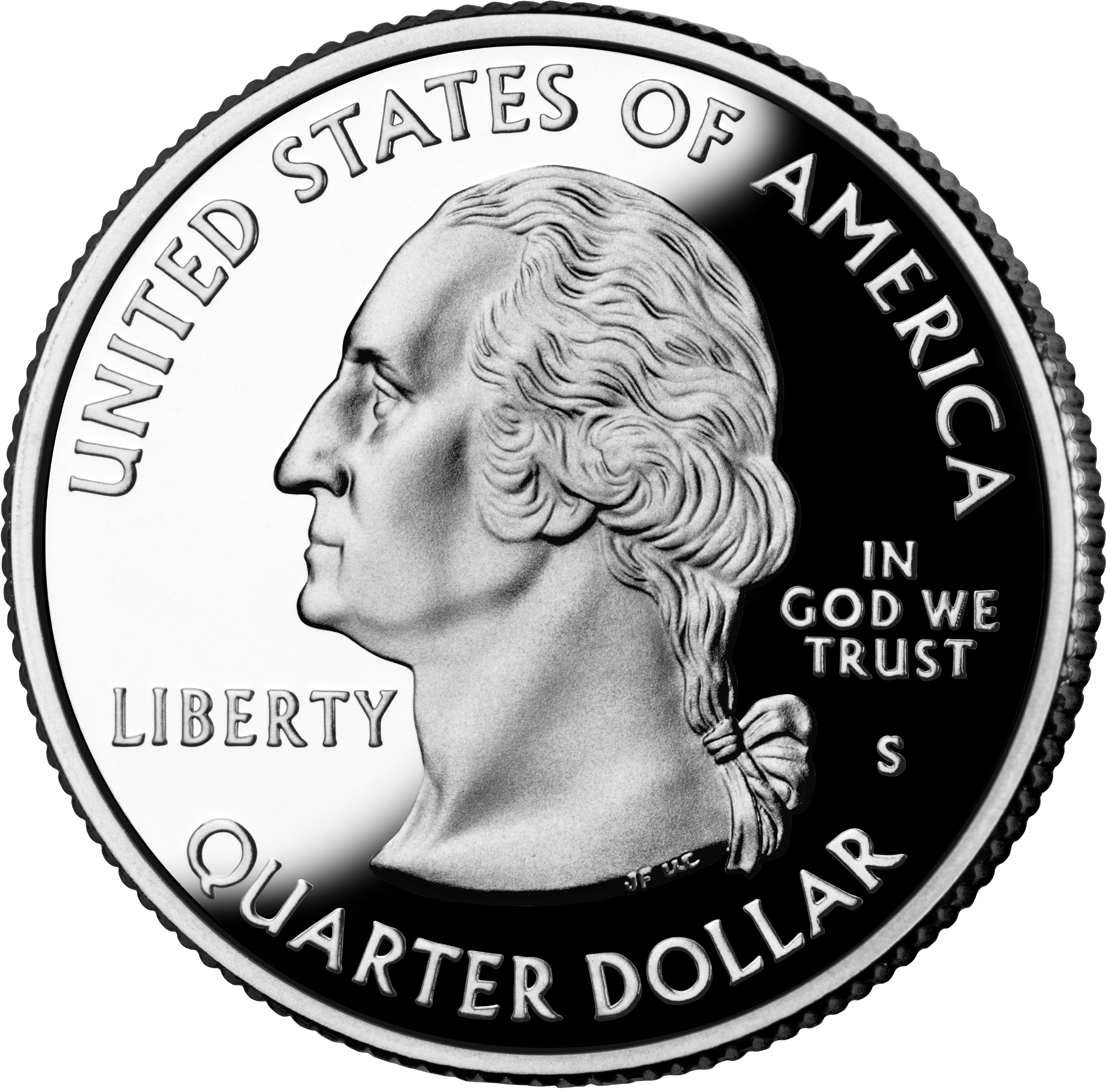
Il dritto di un esemplare di prova, da notare il marchio di zecca "S".

Le cinquanta monete vennero emesse dalla United States Mint ogni dieci settimane, cinque ogni anno. L'emissione seguì lo stesso ordine in cui i gli Stati ratificarono la Costituzione. Ogni moneta portava rappresentato sul rovescio un'immagine emblematica della sua storia, delle sue tradizioni e dei suoi simboli. Vennero proibiti alcuni elementi, come le bandiere dello Stato, immagini di persone viventi e i busti di persone decedute.
La legislazione e le procedure diedero un ruolo sostanziale e una notevole discrezionalità nel determinare il disegno che rappresentasse il loro Stato. La maggior parte degli Stati seguì un processo attraverso il quale il governatore sollecitava i cittadini dello Stato a presentare delle bozze e poi nominava un gruppo consultivo per sorvegliare il processo. I governatori presentavano da tre a cinque bozze finaliste al segretario al Tesoro per l'approvazione. I progetti approvati venivano restituiti agli Stati per la selezione di un progetto definitivo.
Gli Stati di solito impiegarono due approcci nel fare questa selezione. In 33 stati, il governatore selezionò il progetto finale consigliato, spesso sulla base delle raccomandazioni di gruppi consultivi e dei cittadini. Negli altri 17 Stati, i cittadini selezionarono il progetto definitivo tramite sondaggi on-line, via telefono, mail o in votazioni pubbliche. Gli incisori della zecca applicarono tutti i criteri di progettazione finale approvati dal segretario al tesoro. L'attenzione del pubblico e dei mezzi di comunicazione intorno a questo processo e all'emissione in ogni Stato fu intensa e produsse pubblicità significativa per il programma.
Il programma 50 State Quarters fu il più popolare programma di moneta commemorativa nella storia degli Stati Uniti; la zecca stimò che 147 milioni di americani raccolsero le monete e che 3,5 milioni di cittadini parteciparono alla selezione dei disegni statali.
Entro la fine del 2008, tuttie le cinquanta monete erano stati coniate e rilasciate. La tiratura ufficiale, secondo la zecca degli Stati Uniti fu di 34 797 600 000 di monete. La tiratura media fu 695 952 000 di monete per Stato, compresa tra il massimo della Virginia (con 1 594 616 000 di monete) e il minimo dell'Oklahoma (con 416,6 milioni di monete). La domanda fu più forte per i quarti emessi all'inizio del programma. Ciò era dovuto all'indebolimento delle condizioni economiche negli anni successivi e al tramonto dell'aumento iniziale della domanda quando il programma venne lanciato. Un altro fattore fu la riaffermazione dell'opposizione del Dipartimento del Tesoro per il programma. Nel 2000, quando il mandato del direttore si concluse, il Tesoro procedette a ridurre e infine terminare gli elementi più efficaci del programma promozionale della zecca, nonostante l'elevato ritorno sugli investimenti che produssero un guadagno.
Il carattere tipografico usato nella serie varia lievemente da una moneta all'altra, ma in genere derivano tutti dall'Albertus.

## Monete dei 50 Stati
| Anno | Stato                | Data di emissione (Data di ammissione nell'Unione) | Disegno                | Elementi raffigurati | Incisore          | Ammontare emesso dalla zecca di Denver | Ammontare emesso dalla zecca di Filadelfia | Totale dell'ammontare emesso coniato |
| ---- | -------------------- | -------------------------------------------------- | ---------------------- | --- | ----------------- | -------------------------------------- | ------------------------------------------ | ------------------------------------ |
| 1999 | Delaware             | 1º gennaio 1999 (7 dicembre 1787)                  | Delaware quarter       | Cesar Rodney a cavallo Didascalie: "The First State", "Caesar Rodney" | William Cousins   | 401 424 000                            | 373 400 000                                | 774 824 000                          |
| 1999 | Pennsylvania         | 8 marzo 1999 (12 dicembre 1787)                    | Pennsylvania quarter   | Statua del Commonwealth, sagoma dello stato, pietra chiave di volta Didascalia: "Virtue, Liberty, Independence" | John Mercanti     | 358 332 000                            | 349 000                                    | 707 332 000                          |
| 1999 | New Jersey           | 17 maggio 1999 (18 dicembre 1787)                  | New Jersey quarter     | Washington che attraversa il Delaware, che include George Washington (in piedi) e James Monroe (regge la bandiera) Didascalia: "Crossroads of the Revolution."                                                           | Alfred Maletsky   | 299 028 000                            | 363 200 000                                | 662 228 000                          |
| 1999 | Georgia              | 19 luglio 1999 (2 gennaio 1788)                    | Georgia quarter        | Pesco, rametti di quercia virginiana (albero statale), sagoma dello stato Banda con testo: "Wisdom, Justice, Moderation" (motto dello stato)                                                                             | T. James Ferrell  | 488 744 000                            | 451 188 000                                | 939 932 000                          |
| 1999 | Connecticut          | 12 ottobre 1999 (9 gennaio 1788)                   | Connecticut quarter    | Quercia della Carta Costituzionale Didascalia: "The Charter Oak" | T. James Ferrell  | 657 880 000                            | 688 744 000                                | 1 346 624 000                        |
| 2000 | Massachusetts        | 3 gennaio 2000 (6 febbraio 1788)                   | Massachusetts quarter  | Statua del miliziano, profilo dello stato Didascalia: "The Bay State" | Thomas D. Rodgers | 535 184 000                            | 628.600.000                                | 1 163 784 000                        |
| 2000 | Maryland             | 13 marzo 2000 (28 aprile 1788)                     | Maryland quarter       | Cupola del Campidoglio di Annapolis, grappoli di quercia bianca (albero statale) Didascalia: "The Old Line State" | Thomas D. Rodgers | 556 532 000                            | 678 200 000                                | 1 234 732 000                        |
| 2000 | Carolina del Sud     | 22 maggio 2000 (23 maggio 1788)                    | South Carolina quarter | Scricciolo della Carolina (uccello statale), Gelsemium sempervirens (fiore statale), Sabal palmetto (albero statale), profilo dello stato Didascalia: "The Palmetto State"                                               | Thomas D. Rodgers | 566 208 000                            | 742 576 000                                | 1 308 784 000                        |
| 2000 | New Hampshire        | 7 agosto 2000 (21 giugno 1788)                     | New Hampshire quarter  | Vecchio uomo della montagna, nove stelle Didascalie: "Old Man of the Mountain", "Live Free or Die" | William Cousins   | 495 976 000                            | 673 040 000                                | 1 169 016 000                        |
| 2000 | Virginia             | 16 ottobre 2000 (25 giugno 1788)                   | Virginia quarter       | Navi Susan Constant, Godspeed, Discovery Didascalie: "Jamestown, 1607-2007", "Quadricentennial" | Edgar Z. Steever  | 651 616 000                            | 943 000                                    | 1 594 616 000                        |
| 2001 | New York             | 2 gennaio 2001 (26 luglio 1788)                    | New York quarter       | Statua della Libertà, undici stelle, profilo dello stato con linea tracciante del fiume Hudson e il canale Erie Didascalia: "Gateway to Freedom"                                                                         | Alfred Maletsky   | 619 640 000                            | 655 400 000                                | 1 275 040 000                        |
| 2001 | Carolina del Nord    | 12 marzo 2001 (21 novembre 1789)                   | North Carolina quarter | Wright Flyer, foto iconica dei Fratelli Wright scattata da John T. Daniels Didascalia: "First Flight" | John Mercanti     | 427 876 000                            | 627 600 000                                | 1 055 476 000                        |
| 2001 | Rhode Island         | 21 maggio 2001 (29 maggio 1790)                    | Rhode Island quarter   | Il panfilo Reliance che difende la Coppa America sulla baia di Narragansett, Pell Bridge Didascalia: "The Ocean State"                                                                                                   | Thomas D. Rodgers | 447 100 000                            | 423 000                                    | 870 100 000                          |
| 2001 | Vermont              | 6 agosto 2001 (4 marzo 1791)                       | Vermont quarter        | Alberi d'acero con raccoglitori di linfa, monte Gobba del Cammello Didascalia: "Freedom and Unity" | T. James Ferrell  | 459 404 000                            | 423 400 000                                | 882 804 000                          |
| 2001 | Kentucky             | 15 ottobre 2001 (1º giugno 1792)                   | Kentucky quarter       | Purosangue inglese da corso dietro una recinzione, Bardstown mansion, Federal Hill Didascalia: "My Old Kentucky Home" | T. James Ferrell  | 370 564 000                            | 353 000                                    | 723 564 000                          |
| 2002 | Tennessee            | 2 gennaio 2002 (1º giugno 1796)                    | Tennessee quarter      | Violino, tromba, chitarra, spartito musicale, tre stelle Banda con testo: "Musical Heritage." | Donna Weaver      | 286 468 000                            | 361 600 000                                | 648 068 000                          |
| 2002 | Ohio                 | 18 marzo 2002 (1º marzo 1803)                      | Ohio quarter           | Wright Flyer, astronauta (Neil Armstrong, primo uomo sulla Luna, è nato a Wapakoneta), stato con i bordi evidenziati Didascalia: "Birthplace of Aviation Pioneers"                                                       | Donna Weaver      | 414 832 000                            | 217 200 000                                | 632 032 000                          |
| 2002 | Louisiana            | 30 maggio 2002 (30 aprile 1812)                    | Louisiana quarter      | Pellicano marrone (uccello dello stato); tromba con note musicali, sottolineata la Louisiana Purchase su di una mappa degli U.S.A. Didascalia: "Louisiana Purchase"                                                      | John Mercanti     | 402 204 000                            | 362 000                                    | 764 204 000                          |
| 2002 | Indiana              | 8 agosto 2002 (11 dicembre 1816)                   | Indiana quarter        | IndyCar, sagoma dello stato, cerchio di 19 stelle Didascalia: "Crossroads of America" | Donna Weaver      | 327 200 000                            | 362 600 000                                | 689 800 000                          |
| 2002 | Mississippi          | 15 ottobre 2002 (10 dicembre 1817)                 | Mississippi quarter    | Due alberi di magnolia in fiore (fiore dello stato) Didascalia: "The Magnolia State" | Donna Weaver      | 289 600 000                            | 290 000                                    | 579 600 000                          |
| 2003 | Illinois             | 2 gennaio 2003 (3 dicembre 1818)                   | Illinois quarter       | Abraham Lincoln da giovane; scene pastorali; skyline di Chicago; sagoma dello stato; 21 stele: 11 sul lato sinistro e 10 sul lato destro Didascalia: "Land of Lincoln;" 21st state/century."                             | Donna Weaver      | 237 400 000                            | 225 800 000                                | 463 200 000                          |
| 2003 | Alabama              | 17 marzo 2003 (14 dicembre 1819)                   | Alabama quarter        | Helen Keller (famosa sordocieca), seduta, un ramo di pino di palude (albero dello stato), germogli di magnolia Leggenda con testo: "Spirit of Courage" Didascalia: "Helen Keller" nella scrittura standard e in Braille. | Norman E. Nemeth  | 232 400 000                            | 225 000                                    | 457 400 000                          |
| 2003 | Maine                | 2 giugno 2003 (15 marzo 1820)                      | Maine quarter          | Faro di Pemaquid Point; la scuna Victory Chimes in navigazione. | Donna Weaver      | 231 400 000                            | 217 400 000                                | 448 800 000                          |
| 2003 | Missouri             | 4 agosto 2003 (10 agosto 1821)                     | Missouri quarter       | Gateway Arch, Spedizione di Lewis e Clark (esplorarono il fiume Missouri) Didascalia: "Corps of Discovery 1804-2004." | Alfred Maletsky   | 228 200 000                            | 225 000                                    | 453 200 000                          |
| 2003 | Arkansas             | 20 ottobre 2003 (15 giugno 1836)                   | Arkansas quarter       | Diamante (gemma dello stato), cespugli di riso, un germano reale vola sopra un lago | John Mercanti     | 229 800 000                            | 228 000                                    | 457 800 000                          |
| 2004 | Michigan             | 26 gennaio 2004 (26 gennaio 1837)                  | Michigan quarter       | Sagoma dello stato, bordo del sistema dei Grandi Laghi Didascalia: "Great Lakes State" | Donna Weaver      | 225 800 000                            | 233 800 000                                | 459 600 000                          |
| 2004 | Florida              | 29 marzo 2004 (3 marzo 1845)                       | Florida quarter        | Galeone spagnolo, palmetto Cabbage (albero stato), Space Shuttle Didascalia: "Gateway to Discovery" | T. James Ferrell  | 241 600 000                            | 240 200 000                                | 481 800 000                          |
| 2004 | Texas                | 1º giugno 2004 (29 dicembre 1845)                  | Texas quarter          | Sagoma dello stato, stella, lazo Didascalia: "The Lone Star State" | Norman E. Nemeth  | 263 000                                | 278 800 000                                | 541 800 000                          |
| 2004 | Iowa                 | 30 agosto 2004 (28 dicembre 1846)                  | Iowa quarter           | Scuola, maestro e studenti piantano un albero, Didascalie: "Foundation in Education", "Grant Wood" | John Mercanti     | 251 400 000                            | 213 800 000                                | 465 200 000                          |
| 2004 | Wisconsin            | 25 ottobre 2004 (29 maggio 1848)                   | Wisconsin quarter      | Testa di una mucca, forma di formaggio e pannocchia di mais (granaglia dello stato). Banda con testo: "Forward" | Alfred Maletsky   | 226 800 000                            | 226 400 000                                | 453 200 000                          |
| 2005 | California           | 31 gennaio 2005 (9 settembre 1850)                 | California quarter     | John Muir, condor della California, Half Dome Didascalie: "John Muir", "Yosemite Valley" | Don Everhart      | 263 200 000                            | 257 200 000                                | 520 400 000                          |
| 2005 | Minnesota            | 4 aprile 2005 (11 maggio 1858)                     | Minnesota quarter      | Strolaga maggiore (uccello dello stato), il pescatori, sagoma dello stato Didascalia: "Land of 10,000 Lakes" | Charles Vickers   | 248 400 000                            | 239 600 000                                | 488 000                              |
| 2005 | Oregon               | 6 giugno 2005 (14 febbraio 1859)                   | Oregon quarter         | Parco nazionale di Crater Lake Didascalia: "Crater Lake" | Donna Weaver      | 404 000                                | 316 200 000                                | 720 200 000                          |
| 2005 | Kansas               | 29 agosto 2005 (29 gennaio 1861)                   | Kansas quarter         | Bisonte americano (mammifero dello stato), girasole (fiore dello stato) | Norman Nemeth     | 300 000                                | 263 400 000                                | 563 400 000                          |
| 2005 | Virginia Occidentale | 14 ottobre 2005 (20 giugno 1863)                   | West Virginia quarter  | New River Gorge Bridge Didascalia: "New River Gorge" | John Mercanti     | 356 200 000                            | 365 400 000                                | 721 600 000                          |
| 2006 | Nevada               | 31 gennaio 2006 (31 ottobre 1864)                  | Nevada quarter         | Cavalli mustang, montagne, sole nascente, Sagebrush (fiore dello stato) Banda con testo: "The Silver State" | Don Everhart      | 312 800 000                            | 277 000                                    | 589 800 000                          |
| 2006 | Nebraska             | 3 aprile 2006 (1º marzo 1867)                      |                        | Chimney Rock, carro coperto Didascalia: "Chimney Rock" | Charles Vickers   | 276 400 000                            | 318 000                                    | 591 000                              |
| 2006 | Colorado             | 14 giugno 2006 (1º agosto 1876)                    |                        | Longs Peak Banda con testo: "Colorful Colorado" | Norm Nemeth       | 294 200 000                            | 274 800 000                                | 569 000                              |
| 2006 | Dakota del Nord      | 28 agosto 2006 (2 novembre 1889)                   |                        | Bisonte americano, calanco | Donna Weaver      | 359 000                                | 305 800 000                                | 664 800 000                          |
| 2006 | Dakota del Sud       | 6 novembre 2006 (2 novembre 1889)                  |                        | Monte Rushmore, fagiano comune (uccello dello stato), frumento /(erbacea dello stato) | John Mercanti     | 265 800 000                            | 245 000                                    | 510 800 000                          |
| 2007 | Montana              | 29 gennaio 2007 (8 novembre 1889)                  |                        | Cranio di bisonte americano nel centro, con montagne e il fiume Missouri sullo sfondo. Didascalia: "Big Sky Country" | Don Everhart      | 256 240 000                            | 257 000                                    | 513 240 000                          |
| 2007 | Washington           | 11 aprile 2007 (11 novembre 1889)                  |                        | Salmone che salta dal fiume in fronte del Mount Rainier Didascalia: "The Evergreen State" | Charles Vickers   | 280 000                                | 265 200 000                                | 545 200 000                          |
| 2007 | Idaho                | 5 giugno 2007 (3 luglio 1890)                      |                        | Falco pellegrino, sagoma dello stato Didascalia: "Esto perpetua" | Don Everhart      | 286 800 000                            | 294 600 000                                | 581 400 000                          |
| 2007 | Wyoming              | 4 settembre 2007 (10 luglio 1890)                  |                        | Sagoma di un cavallo bronco rampante Didascalia: "The Equality State" | Norman E. Nemeth  | 320 800 000                            | 243 600 000                                | 564 400 000                          |
| 2007 | Utah                 | 5 novembre 2007 (4 gennaio 1896)                   | Utah quarter           | Golden Spike e il completamento della First Transcontinental Railroad Didascalia: "Crossroads of the West" | Joseph Menna      | 253 200 000                            | 255 000                                    | 508 200 000                          |
| 2008 | Oklahoma             | 28 gennaio 2008 (16 novembre 1907)                 | Oklahoma quarter       | Scissor-tailed Flycatcher (uccello dello stato), con Indian Blankets (fiore selvatico stato) sullo sfondo | Phebe Hemphill    | 194 600 000                            | 222 000                                    | 416 600 000                          |
| 2008 | Nuovo Messico        | 7 aprile 2008 (6 gennaio 1912)                     | New Mexico quarter     | Sagoma dello stato, simbolo solare del popolo Zia dalla bandiera del NM Didascalia: "Land of Enchantment" | Don Everhart      | 244 400 000                            | 244 200 000                                | 488 600 000                          |
| 2008 | Arizona              | 2 giugno 2008 (14 febbraio 1912)                   | Arizona quarter        | Grand Canyon, zoomata su di un cactus saguaro. Didascalia: "Grand Canyon State" | Joseph Menna      | 265 000                                | 244 600 000                                | 509 600 000                          |
| 2008 | Alaska               | 23 agosto 2008 (3 gennaio 1959)                    | Alaska quarter         | Orso grizzly con salmone (pesce dello stato) e Stella polare Didascalia: "The Great Land" | Charles Vickers   | 254 000                                | 251 800 000                                | 505 800 000                          |
| 2008 | Hawaii               | 3 novembre 2008 (21 agosto 1959)                   | Hawaii quarter         | Statua di Kamehameha I con la sagoma dello stato e il motto Didascalia: Ua Mau ke Ea o ka ʻĀina i ka Pono | Don Everhart      | 263 600 000                            | 254 000                                    | 517 600 000                          |

### Distretto di Columbia e territori degli Stati Uniti
Il 23 gennaio del 2007 la Camera dei Rappresentanti ha approvato la risoluzione H.R. 392 che prevede un nuovo programma di quarti di dollaro, distinto dal precedente, per commemorare il Distretto di Columbia ma anche i cinque maggiori territori U.S.A. di oltremare così grandi da meritare rappresentanti al Congresso (anche se privi di voto): Porto Rico, Guam, Samoa Americane, le Isole Vergini Americane, e le Isole Marianne Settentrionali. La proposta passò attraverso l'approvazione del Senato e venne firmata come legge dal Presidente George W. Bush il 27 dicembre 2007.
| Territorio                    | Date di emissione | Disegno | Elementi raffigurati                                                                                        | Incisore        | Ammontare emesso dalla zecca di Denver | Ammontare emesso dalla zecca di Filadelfia | Totale dell'ammontare emesso coniato |
| ----------------------------- | ----------------- | ------- | --- | --------------- | -------------------------------------- | ------------------------------------------ | ------------------------------------ |
| Distretto di Columbia         | 26 gennaio 2009   |         | Duke Ellington ed un piano Didascalia: Duke Ellington, Justice for All                                      | Don Everhart    | 88 800 000                             | 83 600 000                                 | 172 400 000                          |
| Porto Rico                    | 30 marzo 2009     |         | Garitta di vedetta storica del Forte San Felipe del Morro ed un fiore d'ibisco Didascalia: Isla del Encanto | Joseph Menna    | 86 000                                 | 53 200 000                                 | 139 200 000                          |
| Guam                          | 26 maggio 2009    |         | Un prao, l'isola di Guam ed una latte stone Didascalia: Guahan Tano' ManChamorro                            | Jim Licaretz    | 42 600 000                             | 45 000                                     | 87 600 000                           |
| Samoa Americane               | 27 luglio 2009    |         | Didascalia: Guahan Tanó I Man Chamorro                                                                      | Charles Vickers | 39 600 000                             | 42 600 000                                 | 82 200 000                           |
| Isole Vergini Americane       | 28 settembre 2009 |         | Una cereba gialla ed un arbusto di tecoma stans Didascalia: United in Pride and Hope                        | Joseph Menna    | 41 000                                 | 41 000                                     | 82 000                               |
| Isole Marianne Settentrionali | 30 novembre 2009  |         | Una latte stone, una palma da cocco e foglie di basilico                                                    | Phebe Hemphill  | 37 600 000                             | 35 200 000                                 | 72 800 000                           |

## Note e curiosità

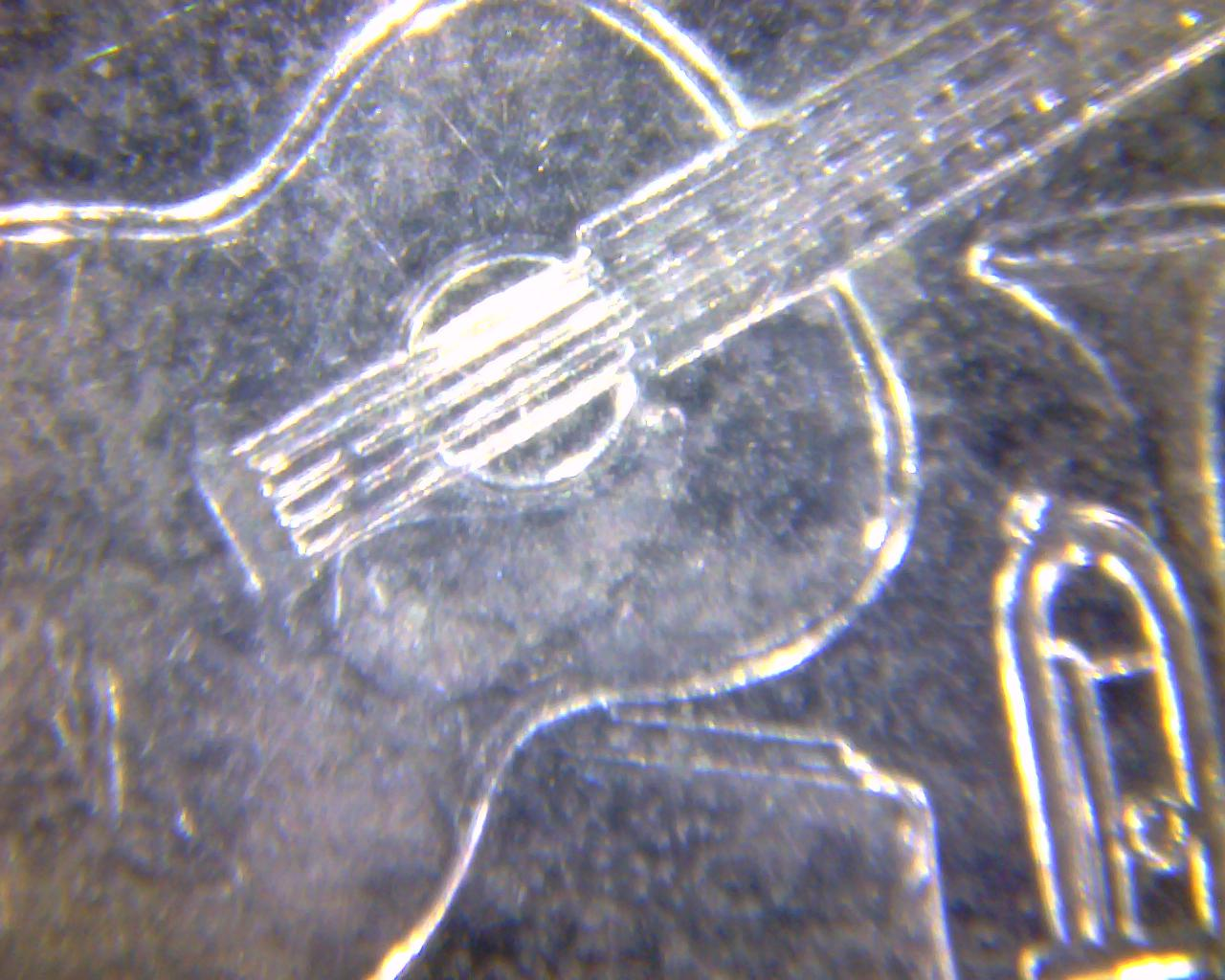
Le cinque corde della chitarra nella moneta dello Stato del Tennessee.

## Valore da collezione

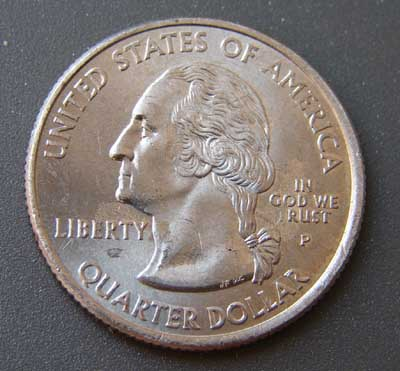
Moneta con il motto "In God We Trust" non inciso correttamente.